# Chiangrai United Football Club
Il Chiangrai United Football Club (in thailandese สโมสรฟุตบอล เชียงราย ยูไนเต็ด), meglio noto come Chiangrai United, è una società calcistica thailandese con sede nella provincia di Chiang Rai.  Milita nella Thai League 1, la massima divisione del campionato thailandese.

## Palmarès

### Competizioni nazionali
- Thai League 1: 1

2019
- Thai FA Cup: 3

2017, 2018, 2020-2021
- Thai League Cup: 1

2018

### Altri piazzamenti
- Thai FA Cup:

Semifinalista: 2012, 2014
- Thai League Cup:

Semifinalista: 2019, 2021-2022
- Thai League 2:

Terzo posto: 2010
- Thai League 4:

Secondo posto: 2009

## Organico

### Rosa 2024
| N. |                          | Ruolo | Calciatore                |
| -- | ------------------------ | ----- | ------------------------- |
| 1  | Thailandia (bandiera)    | P     | Apirak Worawong           |
| 2  | Thailandia (bandiera)    | D     | Banphakit Phormmanee      |
| 3  | Thailandia (bandiera)    | D     | Tanasak Srisai (capitano) |
| 4  | Thailandia (bandiera)    | D     | Piyaphon Phanichakul      |
| 5  | Corea del Sud (bandiera) | D     | Lee Jung-moon             |
| 6  | Singapore (bandiera)     | D     | Jordan Emaviwe            |
| 7  | Thailandia (bandiera)    | C     | Settasit Suvannaseat      |
| 8  | Brasile (bandiera)       | C     | Ralph Machado             |
| 9  | Corea del Sud (bandiera) | A     | Lee seungwon              |
| 10 | Thailandia (bandiera)    | C     | Sanukran Thinjom          |
| 11 | Brasile (bandiera)       | A     | Carlos Iury               |
| 13 | Thailandia (bandiera)    | A     | Pattara Soimalai          |
| 15 | Thailandia (bandiera)    | D     | Santipap Yaemsaen         |
| 17 | Thailandia (bandiera)    | C     | Gionata Verzura           |
| 18 | Cina (bandiera)          | A     | Guo Tianyu                |
| 20 | Thailandia (bandiera)    | C     | Thakdanai Jaihan          |

| N. |                       | Ruolo | Calciatore            |
| -- | --------------------- | ----- | --------------------- |
| 21 | Thailandia (bandiera) | C     | Suradis Pateh         |
| 22 | Thailandia (bandiera) | P     | Sirasawut Wongruankam |
| 27 | Thailandia (bandiera) | C     | Apisorn Phumchat      |
| 29 | Thailandia (bandiera) | C     | Atikun Mheetuam       |
| 30 | Thailandia (bandiera) | D     | Racen Sobonma         |
| 32 | Thailandia (bandiera) | C     | Montree Promsawat     |
| 37 | Thailandia (bandiera) | D     | Arucha Phodong        |
| 39 | Thailandia (bandiera) | P     | Farus Patee           |
| 40 | Thailandia (bandiera) | A     | Chinnawat Prachuabmon |
| 44 | Brasile (bandiera)    | D     | Júlio César           |
| 50 | Thailandia (bandiera) | C     | Ongsa Singthong       |
| 55 | Thailandia (bandiera) | D     | Thanawat Pimyotha     |
| 77 | Birmania (bandiera)   | A     | Win Naing Tun         |
| 88 | Singapore (bandiera)  | C     | Harhys Stewart        |
| 99 | Thailandia (bandiera) | A     | Sittichok Kannoo      |